# Trädgårdstorp

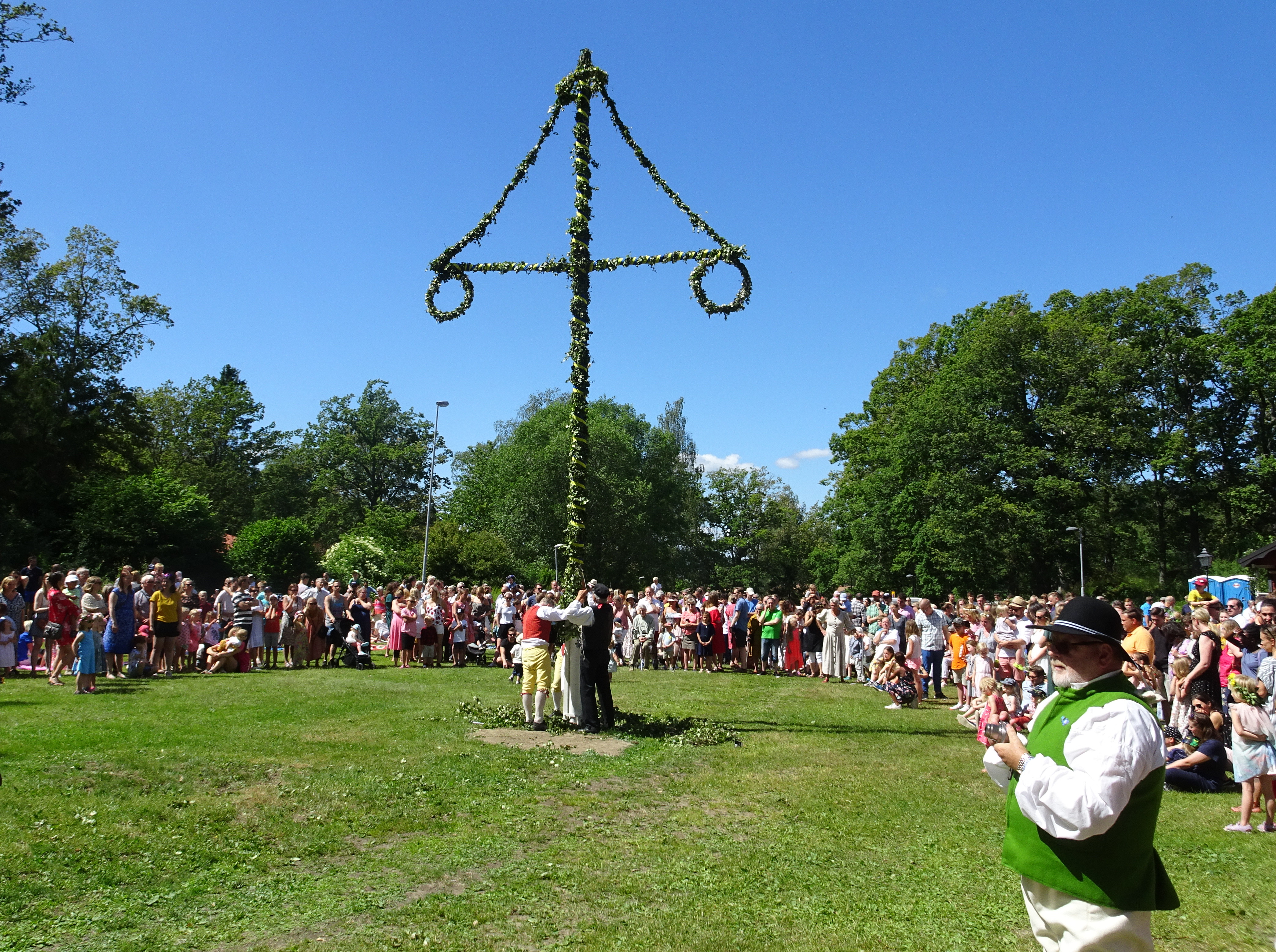
Midsommarafton på Trädgårdstorpets festplats, 2019.

Trädgårdstorp är ett tidigare torp och ett hembygdsmuseum vid Trädgårdstorpsvägen 52 i kommundelen Tullinge i Botkyrka kommun. Torpet och marken kring torpet ägs sedan 1961 av Botkyrka Hembygdsgille som har stället som hembygdsgård och festplats. Området omfattar en area om ungefär 13 500 m² och består av fyra sammanslagna småhustomter och en väg.

## Historik

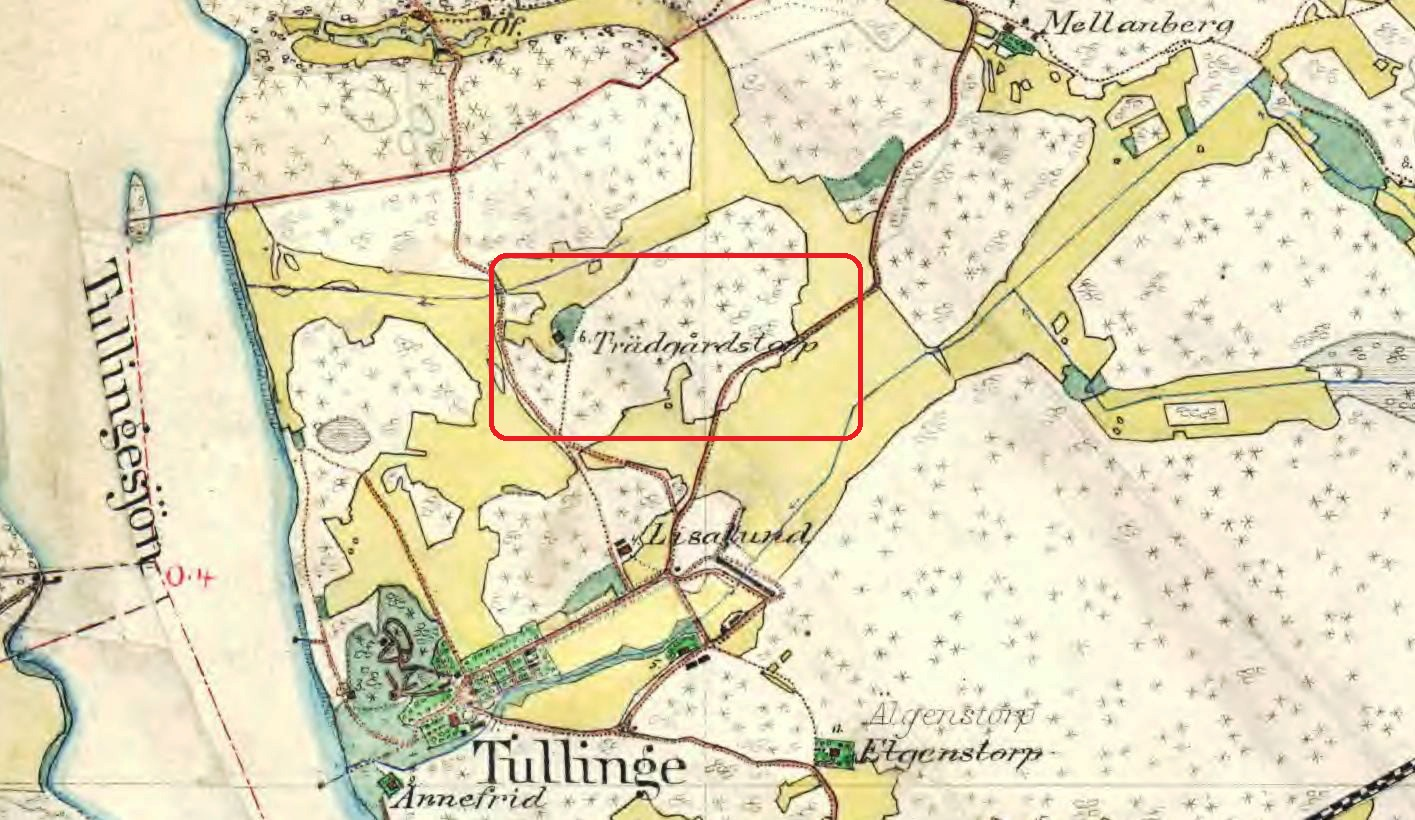
Trädgårdstorp omkring år 1900.

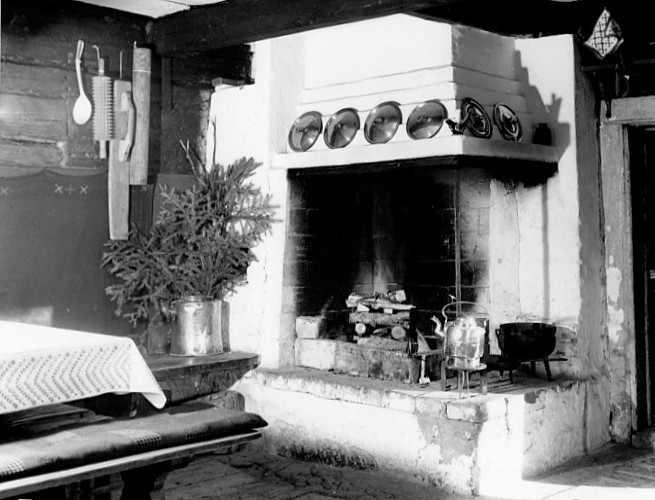
Köket i Trädgårdstorpet 1962.

Under Tullinge gård lydde flera torp, bland dem Lisalund, Älgenstorp, Nyängen, Gröndal och Kärrdal i södra delen samt Trädgårdstorp, Mellanberg och Dymmelkärr i norra delen av Tullinges ägor. Längst i norr, nära gränsen till Huddinge socken fanns och finns fortfarande torpet Kästadal. 
Trädgårdstorp ligger cirka 800 meter norr om Tullinge gårds huvudbyggnader och var trädgårdsmästarbostad och ett så kallat dagsverkstorp. Stället omnämns första gången 1656 eller 1657 då riksrådet och friherren Johan Adler Salvius förvärvade Tullinge och lät där anlägga en förnämlig trädgård. Efter 1846 var torpet boställe åt en rad statarfamiljer som arbetade för Tullinge gårds ägare.

## Den sista statarfamiljen på Trädgårdstorp
Den sista statarfamiljen på Trädgårdstorp var artilleristen och arbetskarlen Per August Pettersson (född 1842) med hustru Augusta Albertina Larsson (född 1849). De flyttade 1879 till Trädgårdstorp från Skå socken i Uppland, samma år som de gifte sig. Barnaskaran var stor. Augusta hade tre utomäktenskapliga ("oäkta") barn med sig i boet. Dessutom fick paret sex gemensamma barn. De flesta avled i tidig ålder. Elvira Sofia (född 1882) dog av strypsjuka, Evelina (född 1885) av magsjuka, Erik Kristian (född 1886) av svaghet och Frida Teresia (född 1888) av lunginflammation. Dödligheten var hög i 1800-talets Sverige. 
Per August fick så småningom smeknamnet "Mjölk-Pelle" eftersom han körde ut mjölk till familjerna i det nya villasamhället Tullinge Villastad. Han avled 1912 i ett bråk på färd genom Huddinge socken när han var på väg till ett sjukhus i Stockholm. Hans änka bodde kvar i torpet tillsammans med några döttrar fram till sin död. Hon försörjde sig på tvätteri och avled av en blodpropp i april 1921. Dottern  Eva Kristina (född 1891) flyttade 1922 från torpet till Östuna socken, Uppland. Därefter stod stugan tom, förföll och hotades av rivning.

## Söderskolans elevförbund tar över
År 1923 förvärvades torpet samt två tomter som ingick i området "Tullinge Parkhem" av Söderskolans elevförbund som rustade upp Trädgårdstorpet och hade för avsikt att låta bygga en folkhögskola på platsen. Under väntetiden användes torpet som föreningslokal och rekreationsställe för medlemmarna. Man anlade även en dansbana och marknadsbodar och hade sommarfester här. Den stora depressionen på 1930-talet och andra världskriget kom emellan och någon folkhögskola uppfördes aldrig. Söderskolans verksamhet avtog på 1950-talet, dansbanan och marknadsbodarna förföll.

## Trädgårdstorp blir hembygdsgård
Botkyrka Hembygdsgille bildades 1949 med målsättning att främja bygdekultur och folkdans inom kommunen. I december 1961 fick Hembygdsgillet köpa Trädgårdstorp av Söderskolans elevförbund med löften om att fortsätta arbetet med att bevara torpet för framtiden. Den 24 juni 1962 kunde det nyrestaurerade torpet återinvigas under högtidliga former, med folkdans, bygdemusik och högtidstal. Botkyrka Hembygdsgille har sedan dess utvecklat området till sin bygdegård och flyttat några kulturhistorisk intressanta byggnader hit. Gillet har sitt hemvist i logen och organiserar bland annat en hembygdsdag, valborgsmässoafton, midsommarfirande och julmarknad på festplatsen.

## Byggnader i urval
| Bild | Byggnad            | Kort beskrivning |
| ---- | ------------------ | --- |
|      | Trädgårdstorp      | Torpet som blev början till dagens hembygdsgård. Torpet är en enkelstuga och ursprungligen ett dagsverkstorp som omnämns första gången 1656 då riksrådet och friherren Johan Adler Salvius ägde Tullinge. Stugan står på sin ursprungliga plats och restaurerades 1962 samt 2008–2009. Byggnaden är skyddat enligt fornminneslagarna.                                                                      |
|      | Mor Annas stuga    | Stugan var bostadshuset till ett småbrukarställe i Tumba Brink (Högbrink). Här bodde småbrukaren Anders P. Enström (född 1835) och hustrun Anna Katarina Larsdotter (född 1835). Anna Katarina blev i slutet på 1800-talet och början på 1900-talet känd som den kloka gumman "Mor Anna i Brink". Stugan uppfördes vid Trädgårdstorp 1978.                                                                 |
|      | Båtsmanstorp nr 96 | Stugan är ett före detta båtsmanstorp från 1600-talet som även kallas "Slätten", "Hågelby Hage", "Slaghöken" eller "Hökenstorp". Torpet tillhörde Södermanlands första båtsmanskompani. Bland båtsmännen som bodde här kan nämnas Johan Fredrik Lundbom Slaghök och Anders Wilhelm Slaghök. Enligt gammal tradition hade de sina namn efter torpets namn, i detta fall Slaghök. Stugan flyttades hit 1970. |
|      | Smedjan            | Smedjan är nybyggd av Hembygdsgillets medlemmar efter en modell av en 1700-talssmedja från Tyssinge gård i Grödinge. Timret fick man från statarlängorna Liselund och Annelund, som låg i närheten av Trädgårdstorp. Byggnaden invigdes 1971. |
|      | Oxbåset            | "Oxbåset" eller "Verkspiltan" står intill smedjan. Anordningen användes för att fixera oxar eller kor när man ville verka med deras klövar. Denna verkspilta härrör troligen från början av 1900-talet och flyttades hit från Kiholms gård i Södertälje. |
|      | Gula paviljongen   | Den lilla gula paviljongen stod ursprungligen på Södra folkparken som låg i nuvarande stadsdel Västberga i södra Stockholm. Parken anlades 1915 och eldhärjades svårt 1927. Den försvann helt när området såldes 1944 till Stockholms stad för bostadsbebyggelse. Paviljongen flyttades hit av Söderskolans elevförbund.                                                                                   |
|      | Marknadslängan     | En av två marknadslängor med försäljningsbodar och portik till området. De byggdes när Söderskolans elevförbund ägde området mellan 1922 och 1961. |
|      | Logen              | Logen är det ursprungliga godsmagasinet vid Tullinge gamla station och togs till Trädgårdstorp när stationen flyttades 1969. Logen är festsal, samlingslokal och hemvist för Botkyrka Hembygdsgille. Återinvigningen skedde 1966. En omfattande om- och tillbyggnad av Logen utfördes mellan 1999 och 2000.                                                                                                |